# Phidippus
Phidippus is een geslacht van spinnen uit de familie springspinnen (Salticidae).

## Soorten
De volgende soorten zijn bij het geslacht ingedeeld:
- Phidippus adonis Edwards, 2004
- Phidippus adumbratus Gertsch, 1934
- Phidippus aeneidens Taczanowski, 1878
- Phidippus albocinctus Caporiacco, 1947
- Phidippus albulatus F. O. P.-Cambridge, 1901
- Phidippus amans Edwards, 2004
- Phidippus apacheanus Chamberlin & Gertsch, 1929
- Phidippus ardens Peckham & Peckham, 1901
- Phidippus arizonensis (Peckham & Peckham, 1883)
- Phidippus asotus Chamberlin & Ivie, 1933
- Phidippus audax (Hentz, 1845)
- Phidippus aureus Edwards, 2004
- Phidippus bengalensis Tikader, 1977
- Phidippus bhimrakshiti Gajbe, 2004
- Phidippus bidentatus F. O. P.-Cambridge, 1901
- Phidippus birabeni Mello-Leitão, 1944
- Phidippus boei Edwards, 2004
- Phidippus borealis Banks, 1895
- Phidippus calcuttaensis Biswas, 1984
- Phidippus californicus Peckham & Peckham, 1901
- Phidippus cardinalis (Hentz, 1845)
- Phidippus carneus Peckham & Peckham, 1896
- Phidippus carolinensis Peckham & Peckham, 1909
- Phidippus cerberus Edwards, 2004
- Phidippus clarus Keyserling, 1885
- Phidippus comatus Peckham & Peckham, 1901
- Phidippus concinnus Gertsch, 1934
- Phidippus cruentus F. O. P.-Cambridge, 1901
- Phidippus cryptus Edwards, 2004
- Phidippus dianthus Edwards, 2004
- Phidippus exlineae Caporiacco, 1955
- Phidippus felinus Edwards, 2004
- Phidippus georgii Peckham & Peckham, 1896
- Phidippus guianensis Caporiacco, 1947
- Phidippus hingstoni Mello-Leitão, 1948
- Phidippus insignarius C. L. Koch, 1846
- Phidippus johnsoni (Peckham & Peckham, 1883)
- Phidippus kastoni Edwards, 2004
- Phidippus khandalaensis Tikader, 1977
- Phidippus lynceus Edwards, 2004
- Phidippus maddisoni Edwards, 2004
- Phidippus majumderi Biswas, 1999
- Phidippus mimicus Edwards, 2004
- Phidippus morpheus Edwards, 2004
- Phidippus mystaceus (Hentz, 1846)
- Phidippus nikites Chamberlin & Ivie, 1935
- Phidippus octopunctatus (Peckham & Peckham, 1883)
- Phidippus olympus Edwards, 2004
- Phidippus otiosus (Hentz, 1846)
- Phidippus phoenix Edwards, 2004
- Phidippus pius Scheffer, 1905
- Phidippus pompatus Edwards, 2004
- Phidippus princeps (Peckham & Peckham, 1883)
- Phidippus pruinosus Peckham & Peckham, 1909
- Phidippus pulcherrimus Keyserling, 1885
- Phidippus punjabensis Tikader, 1974
- Phidippus purpuratus Keyserling, 1885
- Phidippus putnami (Peckham & Peckham, 1883)
- Phidippus regius C. L. Koch, 1846
- Phidippus richmani Edwards, 2004
- Phidippus tenuis (Kraus, 1955)
- Phidippus texanus Banks, 1906
- Phidippus tigris Edwards, 2004
- Phidippus tirapensis Biswas & Biswas, 2006
- Phidippus toro Edwards, 1978
- Phidippus tux Pinter, 1970
- Phidippus tyrannus Edwards, 2004
- Phidippus tyrrelli Peckham & Peckham, 1901
- Phidippus ursulus Edwards, 2004
- Phidippus venus Edwards, 2004
- Phidippus vexans Edwards, 2004
- Phidippus whitmani Peckham & Peckham, 1909
- Phidippus workmani Peckham & Peckham, 1901
- Phidippus yashodharae Tikader, 1977
- Phidippus zebrinus Mello-Leitão, 1945
- Phidippus zethus Edwards, 2004